# 鄭女
鄭女，是台灣金山地區傳說中的一位女性，為鄭成功的女兒，但因故被鄭成功殺害後埋葬當地，後來化為徘徊當地的幽靈。

## 傳說

### 被殺
傳說在鄭成功率領軍隊擊敗佔據基隆的荷蘭東印度公司殘餘勢力後，在金山的國聖埔海岸進行修整，並且暗中派人把十三億元的軍費分成十三處埋在當地十三個不為人知的地方，還為了保住秘密、把協助進行掩埋的人都殺了，而他的女兒鄭女因為厭惡軍旅生活，也一起殺了，並且跟某處軍費埋在一起，給她立了一個上頭有「鄭女碑」字樣的墓碑。

### 化靈
後來某一天，當地附近的農夫在種田時，突然有位年輕貌美的女性出現請他替自己修房子，農夫因為忙著處理田地的事情而沒有答應，到了隔天的同一時間，女子再度出現並向他要求同一件事，農夫這次答應了，然而，在農夫跟著女子前往她口中的房屋時，女子的身影突然憑空消失，農夫嚇了一跳、連忙四處找尋他的身影，並在附近的窪地發現堆積如山的金銀，他取走了其中兩三個、並且用茅草掩蓋起來準備明天再來搬，可是第二天回到現場時，卻已經什麼也沒有了。當地人相信那個女子就是鄭女的幽靈。

## 現代研究
有人認為鄭女傳說中鄭成功的殘暴形象有可能是在鄭成功的英雄形象在因政治因素而被塑造出來之前的民間傳說、或是清朝官方為了醜化鄭氏政權的宣傳。